# Mutt
Mutt는 유닉스 계열 시스템을 위한 텍스트 기반 이메일 클라이언트이다. 원래는 마이클 엘킨스가 1995년에 작성했으며 GNU GPL 버전 2 또는 이후 버전에 따라 출시되었다.
Mutt의 슬로건은 "모든 메일 클라이언트가 형편없다. 이것은 단지 덜 형편없다."이다.

## 동작 방식
Mutt는 대부분의 메일 저장 형식(특히 mbox 및 Maildir)과 프로토콜(POP3, IMAP 등)을 지원한다. 또한 MIME 지원, 특히 완전한 PGP/GPG 및 S/MIME 통합이 포함된다.
Mutt는 원래 MUA(메일 사용자 에이전트)로 설계되었으며 로컬로 액세스 가능한 메일함과 sendmail 인프라에 의존했다. Mutt 홈페이지에 따르면 완전히 시작단부터 새로 개발된 것은 맞지만 Mutt의 초기 인터페이스는 주로 ELM 메일 클라이언트를 기반으로 했다. Mutt의 새로운 점은 메시지 점수 매기기 및 스레딩 기능이었다. POP3, IMAP 및 SMTP와 같은 다양한 프로토콜을 통해 이메일을 가져오고 보내는 지원이 나중에 추가되었다. 그러나 Mutt는 메시지 작성 및 필터링을 위해 여전히 외부 도구에 의존한다.
Mutt에는 수백 개의 구성 지시문과 명령이 있다. 모든 키 바인딩을 변경하고 복잡한 작업을 위한 키보드 매크로는 물론 대부분의 인터페이스의 색상과 레이아웃을 만들 수 있다. "후크"라는 개념의 변형을 통해 현재 사서함이나 보내는 메시지 수신자와 같은 기준에 따라 많은 설정을 변경할 수 있다. Mutt는 그래픽 메일 클라이언트에서 흔히 볼 수 있는 것과 유사한 선택적 사이드바를 지원한다. NNTP 지원과 같은 기능을 추가하는 패치와 확장도 많이 있다.
Mutt는 키보드로 완벽하게 제어되며 메일 대화 스레딩을 지원하므로 메일링 목록과 같은 긴 토론을 쉽게 이동할 수 있다. 새 메시지는 pico라는 자체 편집기가 내장된 Pine과 달리 외부 텍스트 편집기를 사용하여 작성된다.
Mutt는 Notmuch와 같은 메일 인덱싱 도구를 호출하여 메일 저장소를 효율적으로 검색할 수 있으며 많은 사람들이 Mutt를 이러한 방식으로 사용하도록 권장한다. 또는 사용자는 Bash 스크립트를 통해 grep을 호출하여 Mutt에서 메일 저장소를 검색할 수 있다.
Mutt는 웹 브라우저 렌더링 엔진이나 자바스크립트 인터프리터와 함께 제공되는 다른 클라이언트에 비해 공격 표면이 작기 때문에 보안 전문가나 보안에 민감한 사용자가 자주 사용한다. 전송 계층 보안과 관련하여 Mutt는 처음 사용할 때 인증서를 신뢰하고 이전의 덜 안전한 버전의 전송 계층 보안 프로토콜을 사용하지 않도록 구성할 수 있다.